# 布拉姆費爾德湖

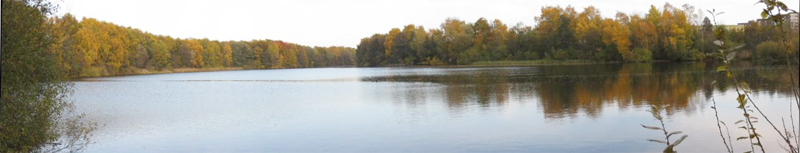

53°37′9.818167383666605″N 10°4′1.49322509765625″E / 53.61939393538435183473°N 10.0670814514160156250°E
布拉姆費爾德湖（德語：Bramfelder See），是德國的湖泊，由漢堡負責管轄，長1.2公里、寬0.4公里，面積0.03平方公里，海拔高度4米，該湖泊最大水深3米，湖岸線長度2.9公里。